# Gainsbourg... et cætera - Enregistrement public au Théâtre Le Palace
Albums de Serge Gainsbourg
Aux armes et cætera
(1979) Mauvaises Nouvelles Des Étoiles
(1981)
Enregistrement public au Théâtre Le Palace est un album live de Serge Gainsbourg sorti initialement en double vinyle en 1980. Il a été réédité d'abord en 1987 en simple vinyl (ainsi qu'en CD) avec une sélection de titres, puis en 2006 sous le titre Gainsbourg... et cætera - Enregistrement public au Théâtre Le Palace au format double album CD. Cette nouvelle édition contient l'intégralité du récital, avec de nouveaux mixages des enregistrements originaux réalisés lors du concert donné les 26, 27 et 28 décembre 1979 au Théâtre Le Palace.

## Description
Édité en 2006, ce double album est le troisième fruit d'un travail de remixage important de toute la période reggae de l'artiste.
Ce projet, conçu et réalisé par le musicien français Bruno Blum, consiste en un nouveau mixage et une remasterisation complète des enregistrements, restituant du même coup une partie du concert qui avait été ôtée de l'édition de 1980.
En effet, la première version de l'Enregistrement public au Théâtre Le Palace, sortie au début de cette année sur un double album vinyle cumulait plusieurs défauts : l'ordre des titres interprétés n'avait pas été respecté, certains n'ont jamais été publiés faute de place, et la qualité du mixage n'était pas pleinement appropriée au style reggae.
La deuxième édition, réalisée pour tenir sur une édition simple CD, s'était vue retirer la moitié des morceaux et n'a bénéficié d'aucune amélioration sonore par rapport à la précédente.
Alors que les autres concerts enregistrés de Serge Gainsbourg étaient reparus sous diverses formes, nouveaux pressages, remasterisation, éditions de luxe, celui de 1979 qui avait pourtant vu le retour sur scène de l'auteur-compositeur-interprète après quinze années d'absence, avec des musiciens exceptionnels, n'avait pas été restauré. 
Proposé sur un double CD 26 années après son enregistrement, l'intégralité du récital est désormais disponible, mixé à partir des bandes magnétiques d'origine. Il restitue notamment des versions inédites des titres Elle est Si, Harley Davidson, Relax Baby Be Cool, Lola Rastaquouère et Aux armes et cætera. Dirigé par Bruno Blum, le nouveau mixage est assuré par l'ingénieur du son français Thierry Bertomeu aux studios Nova Pista et Le Garage à Paris.
Un entretien avec Serge Gainsbourg interrogé par Gérard Bar-David termine chaque disque : « J'aime bien les Noirs » où l'artiste relate brièvement son expérience jamaïcaine, et La Marseillaise célèbre anecdote où Serge explique la naissance de la chanson Aux armes et cætera et où il associe le chant révolutionnaire à l'aspect contestataire du mouvement reggae jamaïcain. C'est de ce dernier entretien qu'est extrait ce rappel des faits de violence commis sur deux artistes jamaïcains :
« Peter Tosh est mort, il s'est fait flinguer... Et quant à Bob Marley, il a reçu une bastos aussi... Hein ? »
Rédigé par Gilles Verlant et Bruno Blum, le livret de l'album contient quantité d'informations, de documents et de photographies inédits, tout comme ceux des deux albums de la série Gainsbourg Dub Style : Aux Armes et Cætera - Dub Style et Mauvaises Nouvelles Des Étoiles - Dub Style, également revisités par Bruno Blum.

## Liste des titres

### Enregistrement public au Théâtre Le Palace (Album original double vinyle 1980)
| 1. | Drifter            |  |
| 2. | Relax Baby Be Cool |  |
| 3. | Marilou Reggae Dub |  |
| 4. | Daisy Temple       |  |

| 1. | Brigade des stups   |  |
| 2. | Elle Est Si         |  |
| 3. | Aux Armes et Cætera |  |
| 4. | Pas Long Feu        |  |
| 5. | Les Locataires      |  |

| 1. | Docteur Jekyll et Monsieur Hyde   |  |
| 2. | Harley Davidson                   |  |
| 3. | Javanaise Remake                  |  |
| 4. | Des laids Des laids               |  |
| 5. | Vieille Canaille "You rascal you" |  |

| 1. | Présentation des musiciens |  |
| 2. | Bonnie and Clyde           |  |
| 3. | Lola Rastaquouère          |  |
| 4. | Aux Armes et Cætera        |  |

### En Concert Théâtre Le Palace 80 (Réédition 1987 en simple vinyle ou en simple CD)
| No  | Titre                             | Durée |
| --- | --------------------------------- | ----- |
| 1.  | Vieille canaille "You rascal you" | 3:46  |
| 2.  | Bonnie and Clyde                  | 4:41  |
| 3.  | Docteur Jekyll et Monsieur Hyde   | 3:34  |
| 4.  | Aux armes et cætera               | 4:33  |
| 5.  | Brigade des stups                 | 4:17  |
| 6.  | Harley Davidson                   | 5:08  |
| 7.  | Lola rastaquouère                 | 4:24  |
| 8.  | Javanaise remake                  | 4:23  |
| 9.  | Des laids des laids               | 3:54  |
| 10. | Pas long feu                      | 5:03  |

### Gainsbourg... et cætera (Version double CD 2006)
| 1.  | Ouverture                                    |  |
| 2.  | Drifter                                      |  |
| 3.  | Relax Baby Be Cool                           |  |
| 4.  | Marilou Reggae Dub                           |  |
| 5.  | Daisy Temple                                 |  |
| 6.  | Brigade des stups                            |  |
| 7.  | Elle est si (a cappella inédit)              |  |
| 8.  | Aux armes et cætera                          |  |
| 9.  | Pas long feu                                 |  |
| 10. | « J'aime bien les Noirs » (entretien inédit) |  |

| 1.  | Docteur Jekyll et Monsieur Hyde          |  |
| 2.  | Harley Davidson (inédit)                 |  |
| 3.  | Javanaise Remake                         |  |
| 4.  | Des laids des laids                      |  |
| 5.  | Les Locataires                           |  |
| 6.  | Présentation des musiciens               |  |
| 7.  | Bonnie and Clyde                         |  |
| 8.  | Vieille Canaille                         |  |
| 9.  | Relax Baby Be Cool (instrumental inédit) |  |
| 10. | Lola Rastaquouère                        |  |
| 11. | Bis                                      |  |
| 12. | Lola Rastaquouère (inédit)               |  |
| 13. | Aux armes et cætera (inédit)             |  |
| 14. | Final                                    |  |
| 15. | « La Marseillaise » (entretien inédit)   |  |

## Musiciens
- Robbie Shakespeare : basse
- Sly Dunbar : batterie
- Kay Williams : chœurs
- Michelle Jackson : chœurs
- Candy McKenzie : chœurs
- Michael "Mao" Chung : guitare solo
- Radcliffe "Dougie" Bryan : guitare rythmique
- Ansel Collins : orgue
- Uziah "Sticky" Thompson : percussion
- Dave Edmunds : ingénieur du son
- Geoffrey Chung : ingénieur son "Salle"

- Sur l'album studio, les chœurs étaient assurés par les "I Threes" : Judy Mowatt, Marcia Griffiths, Rita Marley (l'épouse de Bob Marley). Lorsque les concerts ont eu lieu au Théâtre Le Palace, elles étaient en tournée aux États-Unis avec Bob Marley et avaient dû être remplacées.